# Необратимость (альбом)
«Необрати́мость» — дебютный студийный альбом российской индастриал-метал группы «Digimortal», который вышел на лейбле Sound Age в 2007 году.

## Об альбоме
В 2008 году у группы вышел сингл «Страшнее меня» в который вошли англоязычные версии песен «Белка и Стрелка», «М.А.Ш.И.Н.А».
В 2013 году на альбоме «Сто ночей» вышла песня «Механический рассвет: часть 2», которая является продолжением песни «Механический рассвет».

## Список композиций
| №   | Название               | Длительность |
| --- | ---------------------- | ------------ |
| 1.  | «Необратимость»        | 4:00         |
| 2.  | «Белка и Стрелка»      | 5:06         |
| 3.  | «Тибет»                | 5:24         |
| 4.  | «Ящерица»              | 3:35         |
| 5.  | «Механический рассвет» | 5:45         |
| 6.  | «Р-Эволюция»           | 4:41         |
| 7.  | «Танцуй!»              | 4:31         |
| 8.  | «М.А.Ш.И.Н.А»          | 4:39         |
| 9.  | «Я Ваш Враг!»          | 4:37         |
| 10. | «Послезавтра»          | 1:03         |

## Участники записи
- SERDJ - вокал\SFX\
- RAINER REINHARDT - гитара
- CORNELIUS - гитара
- DER PAR+IZAN - бас-гитара
- PAUL HATE - ударные

Другое
- Запись - Николай Ларин (Москва, Зеленоград)
- Редактирование и запись - Николай Баженов (Москва, Зеленоград)
- Сведение и Мастеринг - Jacob Hansen (Дания, г. Рибе)
- Дизайн - Mike Zubique
- Фотограф - Евгения Синенко